# Ctenodactyloidea
Super-famille
Les Ctenodactyloidea forment une super-famille de rongeurs fossiles.

## Liste des sous-taxons
Selon Paleobiology Database (14 avril 2015) :
- genre Alaymys
- genre Butomys
- famille Chapattimyidae
- genre Chuankueimys
- famille Cocomyidae
- genre Mergenomys
- genre Stelmomys